# Svábhegy
Svábhegy ([ˈʃvaːphɛɟ]) est un quartier de Budapest situé dans le 12e arrondissement de Budapest au cœur des collines de Buda. Le quartier est accessible par le Fogaskerekű. 

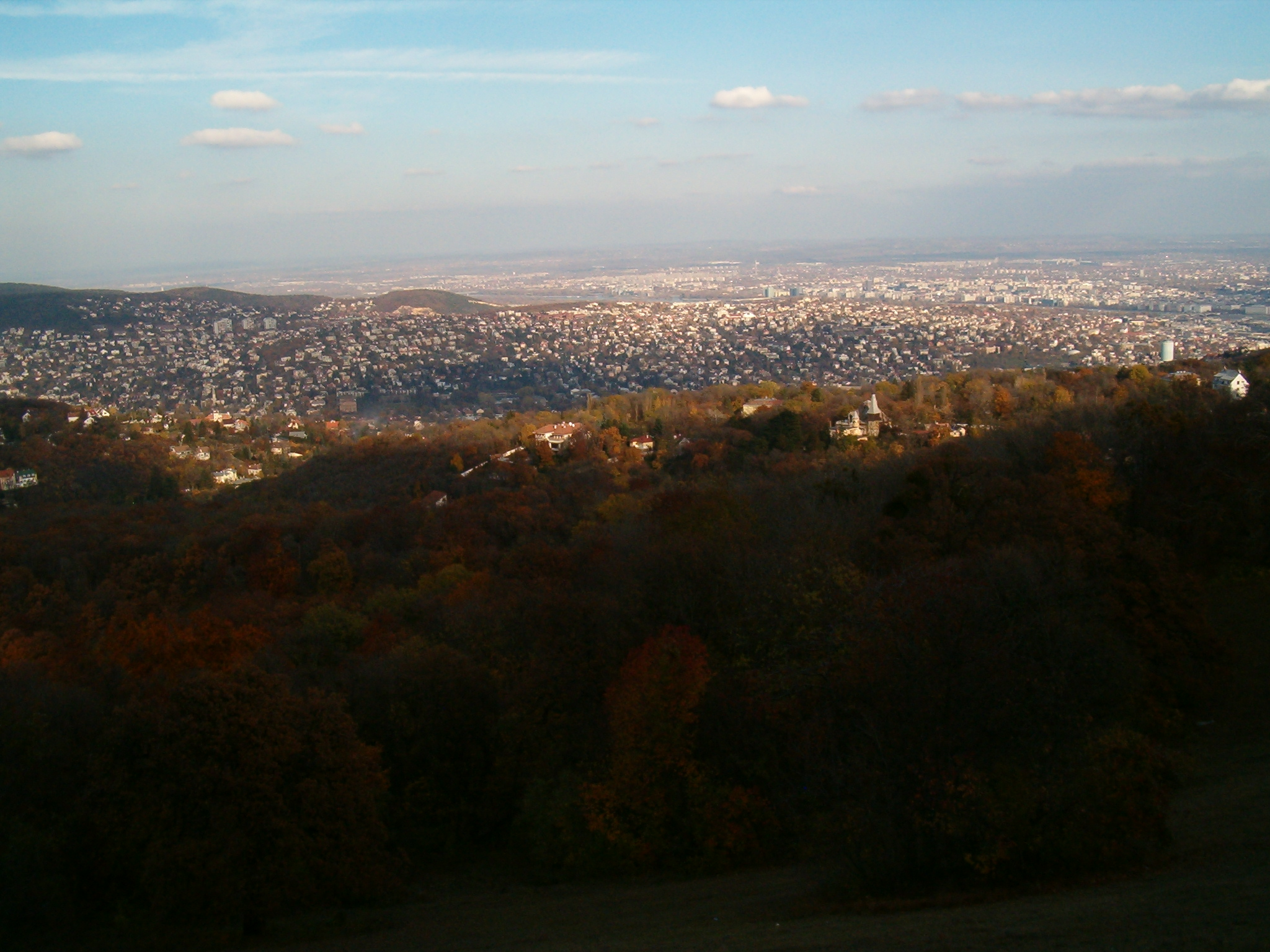
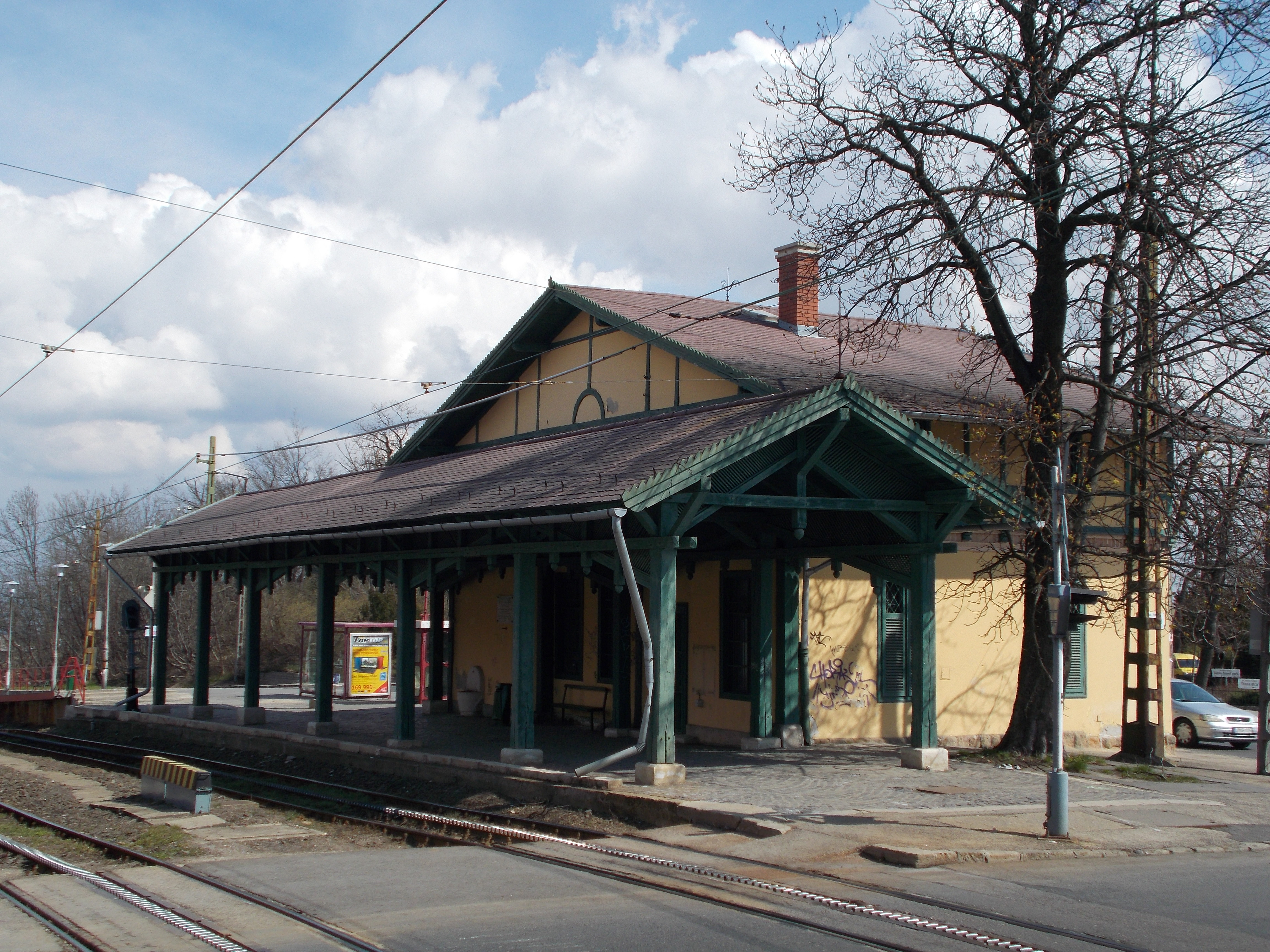
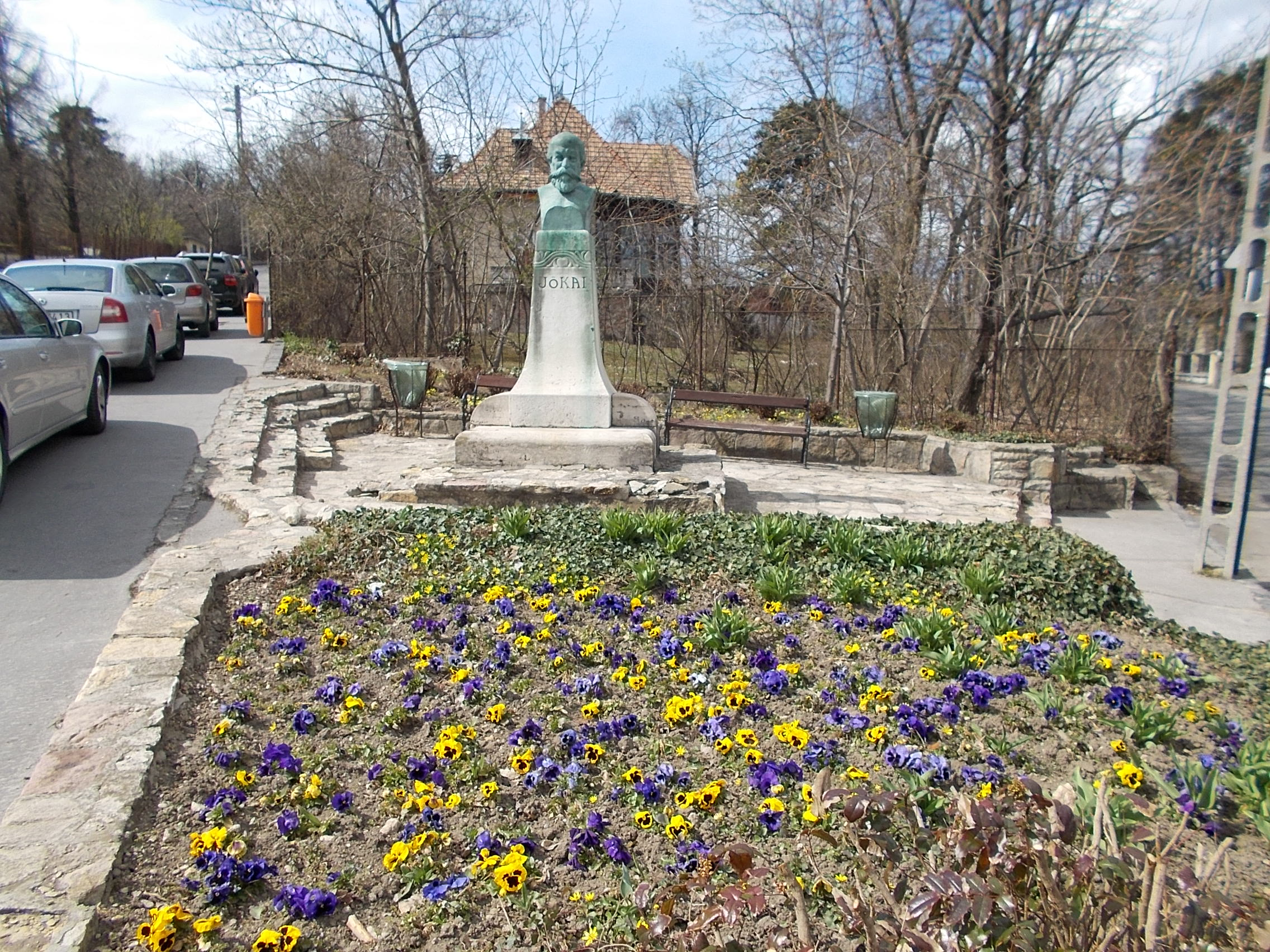